# La faida
La faida (Falja e Gjakut, conosciuto internazionalmente con il titolo The Forgiveness of Blood), è un film del 2011 diretto da Joshua Marston. 
La trama della pellicola, sceneggiata dal regista Marston e da Andamion Murataj, ruota attorno alla faida tra due famiglie albanesi.
Con estremo realismo, vengono raccontate le vicende legate ad una vendetta familiare (gjakmarrja), istituto di antica origine, la cui forma moderna deriva dal Kanun (codice) del condottiero Lekë Dukagjini del XV secolo, usato ancor oggi, specialmente in quella parte dello stato balcanico, per risolvere i debiti di sangue.

## Trama
Nel piccolo centro di Gur i Zi alle porte di Scutari, nel nord dell'Albania, Mark e Zef, padre e zio dell'adolescente Nik, vengono a macchiarsi dell'omicidio del contadino Sokol (dopo già svariati precedenti dissidi) per questioni di passaggio. Questi aveva chiuso la strada del suo terreno, che un tempo apparteneva al nonno di Mark, per non far disperdere le galline, e non voleva riaprirla per far passare il carro di Mark. Inizia così il calvario della vendetta familiare, perché secondo il Kanun la famiglia della vittima conta il diritto di vendicarsi su un membro maschio della famiglia dell'omicida. Mentre lo zio viene arrestato, il padre si dà alla macchia per sfuggire a polizia e vendetta. Tra l'istituto consuetudinario e la legge dello stato la scelta non è univoca, e spesso vendetta e prigione vengono a far parte di una stessa pena (sebbene la prima sia formalmente vietata).
Nik e la sua famiglia sono costretti a chiudersi in casa (unico luogo intangibile secondo il Kanun), mentre sua sorella Rudina deve prendere il posto del padre nella consegna giornaliera del pane per garantire un sostentamento. La situazione diventa ben presto insostenibile, specialmente per Nik che si sente prigioniero e ha dovuto abbandonare la scuola, gli amici e la ragazza per la quale ha una cotta. La totale sottomissione alle volontà della famiglia della vittima fa crescere in Nik un sentimento di rabbia incontrollabile che sfogherà con un incontro ravvicinato con i propri nemici.
Alla fine, il padre di Sokol risponde che dato che è solo un ragazzo lo risparmieranno, ma solamente se se ne andrà entro 24 ore, altrimenti lo seppelliranno accanto a suo figlio. Nik saluta i suoi familiari (compreso il padre Mark, che dopo essere riuscito a tornare a casa è stato arrestato ma rilasciato poco dopo) e se ne va.

## Accoglienza
Il film detiene sull'aggregatore Rotten Tomatoes una percentuale di gradimento dell'84% con un voto medio di 7,2 su 10 basato su 70 recensioni professionali. Il consenso critico recita: «Attentamente osservato con interpretazioni naturalistiche, La faida riafferma il dono del regista Joshua Marston per il commento culturale attraverso una narrazione intima». Su Metacritic è stato valutato con una media di 73 su 100 basata su 24 critiche, corrispondente a «recensioni generalmente favorevoli».

## Riconoscimenti
- 2011 – Festival internazionale del cinema di Berlino[3][4][5]
  - Orso d'argento per la migliore sceneggiatura a Joshua Marston e Andamion Murataj
  - Premi delle giurie indipendenti – Menzione speciale
  - Candidatura all'Orso d'oro per il miglior film
- 2011 – Chicago International Film Festival
  - Hugo d'argento per la migliore sceneggiatura a Joshua Marston e Andamion Murataj
  - Candidatura all'Hugo d'oro per il miglior film internazionale
- 2011 – Gijón International Film Festival
  - Candidatura al Gran Premio delle Asturie per il miglior film
- 2011 – Hamptons International Film Festival
  - Menzione speciale a Joshua Marston
  - Candidatura alla Stella Marina d'Oro per il miglior film
- 2011 – Hawaii International Film Festival
  - Candidatura all'Orchidea d'Oro per il miglior film
- 2011 – Sydney Film Festival
  - Candidatura per il miglior film

### La mancata candidatura agli Oscar
Originariamente il film era stato selezionato per rappresentare l'Albania nella categoria miglior film straniero ai Premi Oscar 2011, ma è stato respinto in seguito alle proteste di Bujar Alimani, il regista di Amnesty, relative al fatto che La faida non poteva rappresentare la nazione per via del grande contributo dato al film dagli Stati Uniti d'America. L'AMPAS ha quindi squalificato il film e la scelta della rappresentanza albanese è perciò ricaduta sul film di Alimani..